# 日本コンクリート工学会
公益社団法人日本コンクリート工学会（こうえきしゃだんほうじんにほんコンクリートこうがくかい、英称：Japan Concrete Institute、略称：JCI）は、コンクリートに関する研究の振興および技術の向上を図ることを目的とする公益法人。公益法人制度改革に伴い、社団法人日本コンクリート工学協会（国土交通省所管）から2011年4月1日に公益社団法人日本コンクリート工学会に移行・名称変更。

## 概要
初代会長は武藤清。1979年より毎年、コンクリート工学年次大会を開催している。会誌として『コンクリート工学』を毎月発行している他、『コンクリート工学論文集』をJ-STAGEにて発行・公開している。また、コンクリート技士やコンクリート診断士などの資格認定を行っている。

## 歴代会長
- 第1代 武藤清（1965年7月 - 1967年5月）
- 第2代 永田年（1967年6月 - 1969年5月）
- 第3代 横山不学（1969年6月 - 1970年5月）
- 第4代 藤井松太郎（1970年6月 - 1972年5月）
- 第5代 加藤六美（1972年6月 - 1974年5月）
- 第6代 國分正胤（1974年6月 - 1976年5月）
- 第7代 大友恒夫（1976年6月 - 1978年5月）
- 第8代 梅村魁（1978年6月 - 1980年5月）
- 第9代 水越達雄（1980年6月 - 1982年5月）
- 第10代 西忠雄（1982年5月 - 1984年5月）
- 第11代 水野高明（1984年5月 - 1986年5月）
- 第12代 亀田泰弘（1986年5月 - 1988年5月）
- 第13代 北岡徹（1988年5月 - 1990年5月）
- 第14代 後藤幸正（1990年5月 - 1992年5月）
- 第15代 洪悦郎（1992年5月 - 1994年5月）
- 第16代 今村一輔（1994年5月 - 1996年5月）
- 第17代 藤井敏夫（1996年5月 - 1998年5月）
- 第18代 仕入豊和（1998年5月 - 2000年5月）
- 第19代 河野清（2000年5月 - 2002年5月）
- 第20代 森田司郎（2002年5月 - 2004年5月）
- 第21代 長瀧重義（2004年5月 - 2006年5月）
- 第22代 友澤史紀（2006年5月 - 2008年5月）
- 第23代 阪田憲次（2008年5月 - 2010年5月）
- 第24代 桝田佳寛（2010年5月 - 2012年6月）
- 第25代 魚本健人（2012年6月 - 2014年6月）
- 第26代 三橋博三（2014年6月 - 2016年6月）
- 第27代 丸山久一（2016年6月 - 2018年6月）
- 第28代 芳村学   （2018年6月 -2020年6月）
- 第29代 二羽淳一郎（2020年6月-2022年6月)
- 第30代 西山峰広（2022年6月－2024年6月）
- 第31代 前川宏一（2024年6月-）